# 高千穂 (防護巡洋艦)
高千穂（たかちほ）は、日本海軍の二等巡洋艦。
艦種としては防護巡洋艦になる。
艦名は天孫降臨の地とされている宮崎県の「高千穂峰」にちなんで名づけられた。
第一次世界大戦における青島攻略戦従軍中の1914年(大正3年)10月18日未明、膠州湾においてドイツ帝国海軍水雷艇(小型駆逐艦 SMS-S90)の魚雷攻撃を受け、沈没した。

## 艦型の変遷

### 機雷敷設艦
1911年 (明治44年) 横須賀海軍工廠で後部15cm砲を撤去し、機雷格納所を艦尾に設置した。
この時にトップ・ヘビー回避のために後部艦橋を撤去、艦底に砂利約70トンを入れた。
後部艦橋が無いことで、機雷敷設時に前部艦橋との通信困難や後部の見張りが十分出来ないことが判り、
1912年 (大正元年) 9月頃に (軽量化のために仮設の) 後部艦橋で再度設置した。

## 艦歴

### 建造
1884年(明治17年)3月22日(または4月10日)、本艦および「浪速」はイギリス、ニューカッスルのアームストロング社のロー・ウォーカー造船所で起工。3月27日、日本海軍はイギリスで建造中の軍艦2隻を、「浪速」および「高千穂」と命名する。
1885年(明治18年)5月16日、「高千穂」は進水。
5月26日、2隻(浪速、高千穂)は二等艦と定められる。
1886年(明治19年)3月26日に竣工した。

### 1886年
日本に回航され、同年7月3日午前11時、横浜港に到着した。
同年11月29日、明治天皇および皇后(昭憲皇太后)は横浜港で「浪速」に乗艦、横須賀港に行幸する。
帰路の天皇・皇后は「高千穂」に乗艦し、横須賀から横浜に戻った。

### 1890年
1890年(明治23年)3月下旬から4月上旬にかけて陸海軍連合大演習が実施され、「高千穂」は明治天皇の御召艦に指定される。
4月18日、天皇は神戸港で「高千穂」に乗艦、
観艦式に臨んだ。
4月21日、天皇は「高千穂」から呉軍港に上陸(呉鎮守府臨幸)。
翌日海軍兵学校(江田島)を見学後、御召艦「高千穂」(天皇座乗)は4月23日に同地を出港。
4月25日午前中に関門海峡を通過、午後5時50分に佐世保鎮守府到着。26日、「高千穂」は佐世保を出港、神戸移動後の4月28日朝に天皇は「高千穂」を下艦した。
同年8月23日、本艦は佐世保鎮守府所管の第一種と定められた。

### ハワイ派遣
1894年(明治27年)6月から翌月にかけて、「高千穂」はハワイ革命に伴い邦人保護のためホノルルに派遣された。

### 日清戦争
日清戦争では、黄海海戦、大連・旅順・威海衛・澎湖島攻略作戦等に参加する。

### 1898年
1898年(明治31年)3月21日、日本海軍は海軍軍艦及び水雷艇類別標準を制定し、3,500トン以上7,000トン未満の巡洋艦を「二等巡洋艦」と定義。
該当する9隻(浪速、高千穂、厳島、松島、橋立、吉野、高砂、笠置、千歳)が二等巡洋艦に類別された。

### 義和団の乱
義和団の乱では1900年(明治33年)8月から10月にかけて廈門警備に従事した。

### 鳥島・南鳥島派遣
1902年 (明治35年) 7月、南鳥島を占領しようとしたアメリカ人に対し、日本は「笠置」を派遣して秋元中尉他16名を同島へ送り、「笠置」は8月3日に横須賀に帰着した (笠置 (防護巡洋艦)#南鳥島派遣を参照)。
「高千穂」は大湊へ水雷敷設艇を護送する任務の第1回が8月9日に横須賀で終えており、
「笠置」に代わり南鳥島へ派遣することが8月16日に令達された。
ところで、10日に「愛坂丸」が洋上から鳥島の噴火を見たことを知らされた「兵庫丸」は、16日に洋上から鳥島が噴火していることを確認し (7日時点では噴火無し)、
18日の横浜港到着後に噴火の状況を届けた。
このため、「高千穂」は至急出港し同島を視察する任務を追加する令達が19日に出された。
「高千穂」は22日午後5時に横須賀を出港 (乗員341名、便乗者8名) 、
24日午前9時55分に鳥島沖に到着した。
内務省の調査団らを載せた「兵庫丸」も到着しており、
共同で探検隊を島へ派遣したが生存者は確認出来なかった。
「高千穂」は同日5時40分に現地を出発、28日午前11時17分、南鳥島沖に到着した。
同島へ派遣されていた秋元中尉他16名を収容し、
29日午後1時35分に出発、途中9月1日から3日まで父島に寄港し、5日午前9時46分横須賀に帰港した。

### 日露戦争
1904年(明治37年)1月に呉工廠で機雷投下器を装備、日露戦争に際しては仁川沖海戦・蔚山沖海戦・日本海海戦等に参加。元山沖で機雷敷設に従事した。日本海海戦における第四戦隊(浪速、高千穂、明石、新高)はバルチック艦隊と交戦、他艦に若干の被害があるも「高千穂」に損害はなかった。

### 1911年-1913年
1912年(明治45年)年8月28日、艦艇類別の改訂により、二等海防艦(7,000トン未満)に類別変更された。
旧式化していた本艦は海軍水雷学校の練習艦として使用されていた。

### 1914年
1914年 (大正3年) 1月に福徳岡ノ場で噴火が始まって新島が形成され、2月に「高千穂」が現地調査に派遣された。
1月13日に父島や母島で降灰が確認され、硫黄島へ調査に向かった「母島丸」は
23日午後4時に南硫黄島の東約3カイリに噴煙を、25日に高さ約1000尺、周囲2里余の新島を確認した。
「高千穂」が新島の調査をする旨の訓令が2月3日に出され、
「高千穂」は2月7日午前9時15分横須賀を出港、
10名が便乗していた。
9日午後2時55分に父島着。
同地で情報を収集し、カヌー1隻、その操縦者1名と水先案内人1名 (現地雇い)、他3名 (便乗) を載せ、
11日午後2時出港、翌12日午前6時に南硫黄島の北の海域に到着、6時45分に噴煙を認め、47分には扁平な小島を確認した。
「高千穂」はそのまま南下を続け、新島の東約4カイリまで接近し測深、カヌーの使用は波が高いため断念した。
午後4時より測深をしながら新島の北を回り、島西側の調査を実施した。
以後午後7時30分まで新島の10カイリ内で調査を続けたが、驟雨があって島の視認が困難になり、また他所からの噴火の危険も否定できず調査を終了し帰途に就いた。
13日午後0時42分父島二見港着、14日午前9時出港、16日午後1時7分横須賀に帰港、調査任務を終了した。
公文書に新島の調査報告と写真が残されている。

### 第一次世界大戦
1914年(大正3年)7月28日、ヨーロッパで第一次世界大戦が勃発。
当時「高千穂」は8月18日竣工を予定して横須賀で修理工事中で、工事の竣工が急がれた。
8月16日附で横須賀所属警備艦だった「高千穂」は特務艦として第二艦隊に編入され、
予備艦だったため海防艦「満州」等より人員を補充した。
老朽化により、速力15ノット以上の発揮は難しかったという。
8月23日、日本はドイツ帝国に対して宣戦を布告、第一次世界大戦に参戦した。
8月27日、第二艦隊司令長官加藤定吉中将は膠州湾の封鎖を宣言する
(青島攻略戦)。
「高千穂」は8月23日に佐世保を出港し25日に八口浦に到着、以後は同地を前線基地として各作戦へ赴いた。
27日から28日にかけて膠州湾外で海底電線切断に従事、8月31日から9月6日まで陸軍輸送船隊の航路警戒を行った。
9月10日に八口浦を出発、12日塔連島に到着し直ちに膠州湾封鎖の任務を開始した。
9月15日から17日までは再び陸軍輸送船隊の航路警戒を行い、21日までは八口浦で陸軍輸送船隊の監督指揮、24日までは再度陸軍輸送船隊の航路警戒を行った。
9月24日から29日までは労山湾に停泊し、29日から喪失まで膠州湾封鎖のための哨戒任務に従事した。
「高千穂」は10月1日付で特務隊から第四戦隊へ編入された。

#### 喪失
10月17日夜、「高千穂」は膠州湾租借地湾外で海上封鎖任務に従事していた。
当時の本艦は、駆逐艦に補給するための武器弾薬を搭載していた。
同時刻、ドイツ帝国海軍東洋艦隊に所属する水雷艇(小型駆逐艦)のS90は上海への脱出命令を受け、日本側の封鎖線を突破しつつあった。
10月18日午前0時15分、S90は「高千穂」(速力8から10ノット航行中)を発見して距離300mまで接近、魚雷3本を発射する。
魚雷2本が命中、補給用の魚雷が誘爆し、「高千穂」は轟沈した。
伊東(高千穂艦長)以下271名(下士官兵・傭人合計257名)が戦死、生存者は3名(沈没時不在だった10名を除く)。
大正天皇への奏上によれば、生存者12名。
巡洋艦「利根」(第二水雷戦隊旗艦)、砲艦「嵯峨」等が救援に従事し、遺体は特設砲艦「朝鮮丸」に収容されて佐世保に帰投した。
青島周辺に展開していた海軍陸戦隊重砲隊(指揮官正木義太中佐)はS90の包囲網脱出を報告していたが、この情報は生かされなかったという。
「高千穂」撃沈の戦果を挙げたS90は、同日午前6時に山東省沿岸石血所(黄河河口)で座礁放棄され、乗組員61名は、当時はまだ中立国の中華民国警察により武装解除された。
内山小二郎侍従武官長と島村速雄軍令部部長より高千穂爆沈の報告を受けた天皇は「しつみし ふねはともあれ うたかたと きえしたけをそ あはれなりける」「いへとたのむふねはしつみていきおこる たけをの心いかにとそおもふ」の和歌を詠んだ。
同年10月29日、高千穂は軍艦籍、
および艦艇類別等級表より削除された。
「高千穂」は日本海軍の軍艦の中で、敵との交戦で撃沈された最初の艦でもあった。

### その後
遺体収容や機密書類引揚について、1915年 (大正4年) 4月中は「厳島」が、5月以降は「宇治」が行った。
船体は大きく破壊されており、また沈没位置の潮流が急で潜水作業が極めて困難なため、遺体収容は一部に留まり機密書類の引揚は出来なかった。
船体等はそのまま放置することが7月26日付で決定した。
ただ、沈没した船体は航行の邪魔になるために
9月27日から28日に船体上部を爆破して航路の水深を確保した。
この当時は戦争中で鉄材の価格が高騰、民間業者から払い下げ願いが多く出されており、1916年 (大正5年) 3月10日付で残骸の払い下げが決定した。
4月1日に売却の訓令が出され、
5月9日に払い下げの入札が行われた。
作業は1918年 (大正7年) 11月13日に完了した。

## 艦長
※『日本海軍史』第9巻・第10巻の「将官履歴」及び『官報』に基づく。
回航委員長
- 河原要一 大尉：1885年9月10日 - 1886年5月28日

艦長
- 山崎景則 大佐：1886年5月28日 - 1886年7月14日
- 松村正命 大佐：1886年7月14日 - 1888年4月26日
- 磯辺包義 大佐:1888年4月26日 - 1889年4月17日
- 坪井航三 大佐：1889年4月17日 - 1890年9月24日
- 山本権兵衛 大佐：1890年9月24日 - 1891年6月17日
- 吉島辰寧 大佐：1891年6月17日 - 1891年12月14日
- 伊地知弘一 大佐：1891年12月14日 - 1892年9月5日
- 千住成貞 大佐：1892年9月5日 - 1892年11月7日
- 柴山矢八 大佐：1893年4月20日 - 1893年12月20日
- 尾形惟善 大佐：1893年12月20日 - 1894年2月26日
- 野村貞大佐：1894年2月26日 - 1896年4月1日
- 植村永孚 大佐：1896年4月1日 - 1896年11月17日
- 舟木錬太郎 大佐：1896年11月17日 - 1898年3月11日
- 早崎源吾 大佐：1898年3月11日 - 1898年11月2日
- 中尾雄 大佐：1898年11月2日 - 1899年3月22日
- 小田亨 大佐：1899年3月22日 - 1900年6月7日
- 武井久成 大佐：1900年8月11日 - 1900年10月22日
- 成田勝郎 大佐：1902年3月13日 - 1902年5月31日
- 梶川良吉 大佐：1902年6月28日 - 1903年7月7日
- 毛利一兵衛 大佐：1903年7月7日 - 1905年6月14日
- 西紳六郎 大佐：1905年6月14日 - 1905年12月20日
- 東伏見宮依仁親王 大佐：1905年12月20日 - 1906年4月7日
- 野間口兼雄 大佐：1906年4月7日 - 1906年10月12日
- 外波内蔵吉 大佐：1906年10月12日 - 1907年7月1日
- 荒川規志 大佐：1907年7月1日 - 1908年8月28日
- 今井兼胤 大佐：1908年8月28日 - 1908年12月23日
- 中島市太郎 大佐：1908年12月23日 - 1909年10月11日
- 広瀬順太郎 大佐：1909年10月11日 - 1910年9月26日
- (心得)伏見宮博恭王 中佐：1910年9月26日 - 1910年12月1日
- 真田鶴松 大佐：不詳 - 1911年12月1日
- 大島正毅 大佐：1911年12月1日 - 1912年6月29日
- 下平英太郎 大佐：1912年6月29日 - 1912年12月1日
- 武部岸郎 大佐：1912年12月1日 - 1913年12月1日
- 岡田三善 大佐：1913年12月1日 - 1914年5月29日
- 伊東祐保 大佐：1914年5月29日 - 1914年10月18日戦死[95]